# 苏莱曼·希拉尔·阿萨德
苏莱曼·希拉尔·阿萨德（阿拉伯语：‎，—2024年12月9日）是巴沙尔·阿萨德的堂侄，其父是希拉尔·阿萨德，2015年在拉塔基亚因“路怒症”枪杀敘利亞阿拉伯空軍上校哈桑·谢赫而入狱。